# Calliphylla
Calliphylla é um gênero de traça pertencente à família Agonoxenidae.